# Kurcz (herb szlachecki)

Herb Kurcz

Herb Kurcz odm. Mazepy cz. Kołodyn

Kurcz – polski herb szlachecki.

## Opis herbu
Herb występował w kilku wariantach:
Kurcz (właśnie): W polu czerwonym srebrna litera T wywrócona, rozdarta i pod rozdarciem przekrzyżowana; z lewej jej strony półksiężyc złoty rogami w prawo, z prawej gwiazda złota sześciopromienna. Klejnot: trzy pióra strusie.
Kurcz odmienny Mazepy (cz. Kołodyn albo Mazepa II wedł. J. Ostrowskiego): W polu czerwonym między dwoma półksiężycami złotymi rogami do siebie srebrna litera T wywrócona, rozdarta i pod rozdarciem przekrzyżowana. Klejnot: trzy pióra strusie.
Według W. Wittyga istniały trzy odmieny herba Kurcz trzech gałęzi rodziny kniaziowskiej Kurcewiczów.
Według J. Ostrowskiego istniały: kniaziowska odmiana herba Kurcz z Pogonią litewskią i z mitrą książęcą (cz. Koryatowicz-Kurcewicz książę albo Pogoń litewska odm.) i kniaziowska odmiana herbu hetmana Mazepy-Koledyńskiego z mitrą książęcą (cz. Mazepa I).

## Herbowni
Kurcewicz (Koryatowicz-Kurcewicz), Bułyha (Bułyha-Kurcewicz), Bielski, Brzeski, Bułykabułat, Ganecki, Kniaź, Kurcz, Kurczewicz, Mazepa-Koledyński (Mazepa-Kołodyński), Opnowicz (Opanowicz, Oponowicz), Taras.

### Znani herbowni
- Kurcewicz Michał, książę, sędzią włodzimierski w 1554, w 1569 podpisał akt na wcielenie Wołynia do Korony.
- Kurcewicz-Bułyha Dymitr, książę, w 1569 podpisał akt na wcielenie Wołynia do Korony, w 1572 ma sprawę z kniazem Kurbskiem o zabójstwie służącego, podstarości białocerkiewski, zm. 1596.
- Kurcewicz Iwan (cz. Job), w zakonie Ezechiel, książę, podstarości czerkaski 1601, a białocerkiewski 1609, igumen trachtemirowski, a potem dermański, władyka (biskup) włodzimierski 1621, władyka (arcybiskup) suzdalski, kałuski i tarusski 1625 (patriarchat moskiewski), zm. 1642.
- Mazepa Stefan, podczaszy czernichowski 1629, ojciec hetmana.
- Mazepa Iwan, dworzanin królewski 1662, z generalnego esauła hetman kozaków ukraińskich 1687, zm. 1709.